# 高桥留美子
高橋留美子（日语：／ Takahashi Rumiko ?，1957年10月10日—），日本資深女性漫畫家。新潟縣新潟市出生。日本女子大學畢業。A型血。

## 簡介
代表作有《福星小子》、《相聚一刻》、《亂馬½》、《犬夜叉》及《境界之輪迴》《MAO》等。高橋留美子的作品以擅長戀愛喜劇為特徵，一方面又被外界公認是塑造出「萌系」角色始祖的作家之一。
高橋留美子是少數長期在小學館少年漫畫雜誌奉獻的女性漫畫家，而且上面提到的作品每部都有被製作成動畫系列。1995年，高橋的作品單行本累計銷售量創下全世界1億本的紀錄，2017年經過了22年之後，突破了2億本大關。由此可見高橋作品持久不衰的人氣，還有屢次出獨特世界觀「rumic world（日语：るーみっく·わーるど）」之稱，並作為作品集的標題名稱使用。

## 來歷
高橋留美子從小時候就常閱讀家人的少年漫畫。小學時期，因為受到池上遼一作品的衝擊留下強烈的印象（當時並沒有確認作者的名字）。國中時期開始，她嘗試著將自己的漫畫投稿到商業漫畫雜誌。
高中時期，高橋和同學近藤洋子一起建立漫畫研究會。高中2年級曾投稿至《週刊少年Magazine》（講談社），前前後後約40頁，但是都沒被採用，而有一段時期放棄漫畫。
大學時期，高橋與目白花子成立漫畫研究會，並在會誌上發表作品。同時在1年級結束時也加入劇畫村塾接受小池一夫的指導，被小池誇說：「妳有職業漫畫家的資質。」並將她升為特別研修生。
1975年，高橋發表漫畫家處女作《虛塵之星》，之後1978年大學在學期間，以《任性的傢伙們（另譯：《任性小子》）》投稿至第2屆新人獎佳作；並以此作品開始在小學館的商業誌展露頭角。同年，高橋開始在少年漫畫雜誌《週刊少年Sunday》上發表第1部長期連載作《福星小子》。當初經歷了約1年半的不定期連載，直到大學畢業後，高橋從同人作家轉身成為職業漫畫家，正式全面投入連載。
1980年，連載福星小子期間，高橋另在青年漫畫雜誌《Big Comic Spirits》開始連載愛情白描式作品《相聚一刻》（另譯：《一刻公寓》）。至1987年與福星小子同步完結。
1987年夏天，高橋在週刊少年Sunday發表第2部長期連載《亂馬½》。連載期間，據高橋本人表示這部是「小孩看了會快樂的漫畫」，因此是用低年齡層的意識所畫出，並與福星小子並列為有豐富搞笑要素的漫畫。之後連載將近10年，至1996年春天之前完結。
1996年秋天，高橋在週刊少年Sunday發表第3部長期連載《犬夜叉》，同時是高橋第一次挑戰長篇嚴肅路線的作品，2002年獲頒第47屆小學館漫畫獎。
2008年夏天，犬夜叉連載12年正式完結。次年2009年春天開始，高橋繼續在週刊少年Sunday發表第4部長期連載《境界之輪迴》，保留了前作的對戰要素、但不一樣的是回復成原來的戀愛喜劇路線。至2017年冬天連載完結。2019年春天開始在週刊少年Sunday連載《MAO》。

## 人物
高橋說自己是「受到赤塚老師與藤子先生的影響而開始畫漫畫的」，而她憧憬的漫畫家是千葉徹彌、永井豪、及池上遼一。但她說「事實上是為了見到池上遼一老師而成為漫畫家也不為過（笑）」。
目前兼任小學館新人漫畫大獎的審査員。
本身很自豪和不熟悉互聯網，因此長期沒有使用SNS，但在2021年6月，在主編的幫助下在Twitter開設了一個官方帳戶。
速筆
高橋留美子的專業程度高到被喚為「工作之鬼」。執筆畫畫的速度快到被許多人認同，同樣從事漫畫家的目白花子更表示高橋用27小時就完成了《福星小子》的原稿。據聞她在《亂馬½》時期，每回16頁的原稿用2天完成。《犬夜叉》連載時從草稿到上墨前後總共花了2天，每1頁只需1小時就能完成。
喜歡的漫畫家
有池上遼一、千葉徹彌、諸星大二郎、花輪和一、吉田戰車、中川巧、伊藤潤二、手塚治虫、藤子不二雄及跟她同鄉的水島新司。喜歡的漫畫作品有《小拳王》（千葉徹彌）、《Keroro軍曹》（吉崎觀音）。而且上面提到的線上作家有很多位都在《福星小子》新裝版發售之前，投稿了作品女主角拉姆的插圖。而高橋表示影響自己最深的漫畫家是永井豪，其中《破廉恥學園》就是自身作品的血肉。並曾經表示雖然不擅長畫黃色笑話的故事內容，但是會對作品注入看過並了解內容之後，會覺得很有趣的表現。還有喜歡在畫漫畫時配吃魷魚絲。
阪神球迷
高橋從中學時期開始就是熱切的阪神球迷。1973年，阪神虎在冠軍賽輸給讀賣巨人，對當時的高橋來說受到相當大的打擊，從此她有一段時間不再支持阪神虎，但在那之後又從阪神迷中回歸。後來2003年阪神虎稱霸中央聯盟時，Daily Sports報紙刊登了《福星小子》的拉姆全力支持阪神虎的插圖。還有，高橋在高中時期曾經發表戲仿巨人之星的同人誌漫畫「虛塵之星」。
搞笑
雙人搞笑團體DOWN TOWN主持的《DOWN TOWN的不是給小孩的工作!!》是高橋喜歡的搞笑節目，在工作中會準時收看而且從不間斷。喜歡的搞笑團體有全阪神巨人、DOWN TOWN、NINETY-NINE、TAKA AND TOSHI、次長課長。

## 作品風格

### 戀愛喜劇與嚴肅
- 高橋留美子的作品有許多是以基本的戀愛喜劇為主軸。登場角色大體上瀕臨變態的程度，卻又充分展現出自己想要又不會走樣的慾望。
- 在高橋已經發表的短篇作品中，其作品劇情大多走嚴戲或驚悚的路線，加上主角或要角的身分設定上是超能力者、妖怪及異能者是作品的核心人物。

### 主角與女主角
- 高橋作品的女主角有清秀的外貌，但有生氣時會作出掌摑等等的火爆行為，以及忌妒同性的一面。此外，根據高橋本人表示自身個性最接近的角色是《相聚一刻》的音無響子。
- 主角與女主角如果有一方心意不同的話，會保持適當的距離。

## 軼事
- 以往《福星小子》、《相聚一刻》、《亂馬½》、《犬夜叉》及《境界之輪迴》等等定期連載作品到目前為止全都有被改編成動畫。還包括了不定期連載中的《人魚系列》與《高橋留美子劇場》也在深夜時段播出電視動畫，以及現在已經完結的《1磅的福音》被製作成OVA。
- 以前已經參加過高橋作品的配音員（山口勝平、平野文等人），至今仍持續為高橋新作的改編動畫進行配音。

## 年譜
- 1957年：新潟縣新潟市古町（今新潟市中央區古町）出生。
- 1964年：新潟大學教育學部附屬新潟小學入學（1970年畢業）。
- 1970年：新潟大學教育學部附屬新潟中學校入學（1973年畢業）。
- 1973年：新潟縣立新潟中央高等學校入學（1976年畢業）。
- 1976年：日本女子大學文學部史學科入學（1980年畢業 畢業專題「江戶幕府的無宿人對策」[12]）。
- 1978年：以短篇「任性的傢伙們」在少年漫畫雜誌《週刊少年Sunday》（小學館）出道，並於同雜誌開始連載化，標題改名為《福星小子》（至1987年完結）。
- 1980年：於青年漫畫雜誌《Big Comic Spirits》開始連載《相聚一刻》（至1987年完結）。
- 1987年：於《週刊少年Sunday》開始連載《亂馬½》（至1996年完結）。
- 1995年：單行本累計銷售量在全世界突破1億冊。
- 1996年：於《週刊少年Sunday》開始連載《犬夜叉》（至2008年完結）。
- 2009年：於《週刊少年Sunday》開始連載《境界之輪迴》（至2017年完結）。
- 2017年：單行本累計銷售量在全世界突破2億冊。
- 2019年：於《週刊少年Sunday》開始連載《MAO》。
- 2021年：官方Twitter開設。

### 得獎履歷
- 1978年：第2屆小學館新人漫畫大賞佳作（《任性的傢伙們》）[2]
- 1981年：第26屆小學館漫畫獎少年部門（《福星小子》）
- 1987年：第18屆星雲獎漫畫部門（《福星小子》）
- 1989年：第20屆星雲獎漫畫部門（《人魚之森》）
- 2002年：第47屆小學館漫畫獎少年部門（《犬夜叉》）
- 2016年：美國MoPOP「SF&奇幻殿堂」[13]
- 2018年：美國艾斯納獎「漫畫家殿堂（The Will Eisner Award Hall of Fame）」[14]
- 2019年：第46屆安古蘭國際漫畫節終身成就獎[15][16]
- 2019年：文化廳長官表彰[17]
- 2020年：紫綬褒章[18][19]
- 艺术与文学骑士勋章（法国文化部，2023年4月6日于东京颁发[20]）

## 作品列表

### 連載作品
全由小學館出版發行。
| 中文名稱 | 日文名稱 | 發表雜誌／號                                          | 冊數                         | 備註 |
| --- | -------- | ----------------------------------------------------- | ---------------------------- | --- |
| 福星小子 |          | 《週刊少年Sunday》 1978年39號－1987年8號              | 全34冊                       | 高橋留美子的第一部長期連載作品。 1981年－1986年播出同名電視動畫。 也發行OVA系列和上映共6部動畫電影。                              |
| 描寫主角諸星當喜歡到處去勾引女生，與侵入地球的外星人拉姆為女主角，以及有各種不同的角色陸續登場的科幻題材戀愛喜劇。                         |          |                                                       |                              | |
| 相聚一刻 |          | 《Big Comic Spirits》 1980年11月創刊號－1987年19號    | 全15冊                       | 1986年－1988年播出同名電視動畫。 1988年上映完結篇動畫電影。 1986年秋天上映真人電影。 2007年播出真人電視劇（伊東美咲主演）。       |
| 描寫住在破爛公寓「一刻館」的5號房房客、大學重考生五代裕作，與年輕寡婦、一刻館管理員音無響子2人之間戀情的戀愛喜劇。                         |          |                                                       |                              | |
| 1磅的福音 |          | 《週刊Young Sunday》 1987年9號－2007年3·4合併號       | 全4冊                        | 不定期連載作品。 1988年發行OVA。 2008年播出真人電視劇（龜梨和也主演）。                                                           |
| 描寫拳擊手畑中耕作每逢大賽之前，經常為了減重而痛苦不堪，而跑去向修道院的實習修女安潔拉懺悔的運動題材戀愛喜劇。                             |          |                                                       |                              | |
| 亂馬½ |          | 《週刊少年Sunday》 1987年36號－1996年12號             | 全38冊                       | 1989年－1992年播出同名電視動畫。 也發行OVA系列和上映共3部動畫電影。 2011年播出單集特別真人電視劇（新垣結衣主演）。                |
| 描寫從中國修行回到日本，淋了冷水會變女生的武術家早乙女亂馬，與天道道場最小的女兒天道茜，在父親擅自決定下幫2人訂婚的格鬥題材戀愛喜劇。      |          |                                                       |                              | |
| 犬夜叉 |          | 《週刊少年Sunday》 1996年50號－2008年29號             | 全56冊                       | 2000年－2004年播出同名電視動畫。 上映共4部動畫電影。 2009年秋－2010年春播出電視動畫第2作「完結篇」 2000年至2017年兩度搬上舞台劇。 |
| 描寫女國中生日暮籬在15歲的生日當天，被妖怪拖入神社的枯井中，來到了500年前的日本戰國時代，與被封印的半妖犬夜叉相遇的傳奇故事。              |          |                                                       |                              | |
| 境界之輪迴 |          | 《週刊少年Sunday》 2009年21·22合併號－2018年3·4合併號 | 全40冊                       | 2015年春－2017年秋播出3季同名電視動畫。                                                                                           |
| 描寫女高中生真宮櫻在幼年時期不小心吃了別的世界的食物，從此之後能看見幽靈，與同時具有人類和死神血統的六道輪迴相遇的校園加靈界題材戀愛喜劇。 |          |                                                       |                              | |
| MAO摩緒 |          | 《週刊少年Sunday》 2019年23號－連載中                 | 已出版24冊 （截至2025年5月） | |
| 描寫少年陰陽師摩緒與女國中生黃葉菜花的大正浪漫怪談。                                                                                       |          |                                                       |                              | |

### 系列作品
全由小學館出版。
- 人魚系列（人魚シリーズ）－《週刊少年Sunday增刊號（日语：週刊少年サンデーS）》《週刊少年Sunday》（不定期連載）
  - 描寫青年湧太吃了人魚肉之後，已經活了500年，為了恢復成普通人，與同樣吃了人魚肉的少女真魚2人一起踏上尋找人魚的旅行。曾出過OVA及播出以《高橋留美子劇場》為標題的電視動畫（含15禁因尺度內容而未播出的集數）。
- 高橋留美子傑作集／高橋留美子劇場－《Big Comic Original》（不定期連載）
  - 於《Big Comic Original》以一年1回的方式發表，題材以上班族或家族等多元主題的短篇系列。2003年播出電視動畫，2012年播出真人電視劇。

### 短篇集
全由小學館出版。
| 書名（日文原名）                   | 冊數  | 發售期間       | 備註                     |
| ---------------------------------- | ----- | -------------- | ------------------------ |
| rumic world（）                    | 全3冊 | 1984年－1985年 | 初期短篇集               |
| 新裝版『高橋留美子傑作短篇集』（新装版『高橋留美子傑作短編集』） | 全2冊 | 1995年3月      | 陆版由中信出版社出版     |
| 1 or W 高橋留美子短篇集（1 or W 高橋留美子短編集）        | 全1冊 | 1995年9月      |                          |
| 鏡子來了 高橋留美子短篇集（鏡が来た 高橋留美子短編集）      | 全1冊 | 2015年7月      | 中文版由尖端出版代理發行 |

### 短篇、短期連載作品
※記號表示說明單行本未收錄作品。
| 作品名稱（日文原名）         | 發表雜誌／號、書籍                                                  | 收錄                           | 備註                                                 |
| ---------------------------- | ------------------------------------------------------------------- | ------------------------------ | ---------------------------------------------------- |
| 任性的傢伙們（勝手なやつら）             | 小學館《週刊少年Sunday》1978年28號                                  | 《rumic world》第2冊           | 《福星小子》前身。                                   |
|                              | 小學館《別冊BIG GORO》系列6（1978年8月號）                          | 《rumic world》第2冊           | －                                                   |
|                              | 小學館《週刊少年Sunday增刊號》1978年8月號                           | 《1 or W 高橋留美子短篇集》    | －                                                   |
| 黃金窮神（）                 | 《週刊少年Sunday增刊號》1978年9月號                                 | 《rumic world》第2冊           | －                                                   |
|                              | 《小池一夫劇畫村塾》1978年2號                                       | 「少年Sunday塗鴉集 福星小子5」 | －                                                   |
|                              | 《週刊少年Sunday增刊號》1979年5月號－9月號                          | 《rumic world》第3冊           | －                                                   |
| 問號的疾病（                 | 《小池一夫劇畫村塾》1980年3號                                       | 「少年Sunday塗鴉集 福星小子4」 | －                                                   |
|                              | 東京三世社《少年少女SF漫畫競作大全集》（PART 7）                    | ※                              | －                                                   |
|                              | 小學館《Big Comic Original增刊》1980年10月15日號                    | 《rumic world》第3冊           | －                                                   |
| The 超女（）                 | 《週刊少年Sunday增刊號》1980年10月號                                | 《rumic world》第2冊           | －                                                   |
|                              | 東京三世社《少年少女SF漫畫競作大全集》（PART 8）                    | ※                              | －                                                   |
|                              | 刊登商業雜誌不明（1980年11月）                                      | ※                              | 「」名義。                                           |
| 商魂                         | 《平凡Punch》臨時增刊"That's Comic"（1980年12月5日號）              | 《rumic world》第3冊           | －                                                   |
|                              | 《週刊少年Sunday增刊號》1981年9月號                                 | 《rumic world》第2冊           | －                                                   |
| 怪貓·明（怪猫·明）                  | 《小池一夫劇畫村塾》1981年4號                                       | 《rumic world》第2冊           | －                                                   |
|                              | 《少年少女SF漫畫競作大全集》（PART 13）                             | ※                              | －                                                   |
| 戰國學生會（戦国生徒会）               | 《週刊少年Sunday增刊號》1982年2月號                                 | 《rumic world》第2冊           | －                                                   |
|                              | 《少年Sunday塗鴉集 福星小子》1982年1號－1984年11號                  | ※                              | 書名中的「」是高橋的舊筆名。全11話。                 |
| 偷窺鳥（闇をかけるまなざし）                   | 《週刊少年Sunday增刊號》1982年8月號                                 | 《rumic world》第1冊           | －                                                   |
| 微笑標的（笑う標的）                 | 《週刊少年Sunday增刊號》1983年2月號                                 | 《rumic world》第1冊           | －                                                   |
| 火焰之旅（炎トリッパー）                 | 《週刊少年Sunday增刊號》1983年8月號                                 | 《rumic world》第1冊           | －                                                   |
|                              | 《週刊少年Sunday增刊號》1984年1月號                                 | 《rumic world》第1冊           | －                                                   |
|                              | 《週刊少年Sunday》創刊25週年紀念增刊號（1984年）                    | 《rumic world》第2冊           | －                                                   |
| Happy Talk（ハッピートーク）               | 《Big Comic Original》1984年8月20日增刊號                           | 《1 or W 高橋留美子短篇集》    | －                                                   |
|                              | 《Big Comic Original》1985年8月20日增刊號                           | 《1 or W 高橋留美子短篇集》    | －                                                   |
| 就是狗的錯!!（犬で悪いか!!）             | 《週刊少年Sunday》1985年47號                                        | 《1 or W 高橋留美子短篇集》    | －                                                   |
|                              | 《週刊Young Sunday》1987年創刊號                                    | ※                              | －                                                   |
|                              | 《週刊少年Sunday》創刊30週年紀念增刊號（1989年）                    | 《1 or W 高橋留美子短篇集》    | －                                                   |
| 我的醜聞（わたしのスキャンダル）                 | 角川書店《月刊ASUKA》1991年1月號                                    | ※                              | －                                                   |
|                              | 小學館《Big Comic Spirits》1991年1·2合併號                          | 《1 or W 高橋留美子短篇集》    | －                                                   |
|                              | 《Big Comic Spirits》1991年1月10日增刊號                            | ※                              | －                                                   |
|                              | 小學館《PEtit comic （页面存档备份，存于）》1991年9月號             | 《1 or W 高橋留美子短篇集》    | －                                                   |
|                              | 小學館《小學三年生》1992年10月號－11月號、1993年12月號－1994年1月號 | ※                              | 少數以巨大兔子為主角和小學當故事舞台的作品。         |
| 來自寶塚的招待（宝塚への招待）           | 《Big Comic Spirits》1993年34號                                     | 《1 or W 高橋留美子短篇集》    | －                                                   |
| 1 or W                       | 《週刊少年Sunday》1994年36號                                        | 《1 or W 高橋留美子短篇集》    | －                                                   |
|                              | 《Big Comic Spirits》1997年6月增刊號                                | ※                              | －                                                   |
| withCAT                      | 《週刊少年Sunday》1999年46號                                        | 《鏡子來了 高橋留美子短篇集》  | －                                                   |
|                              | 《Big Comic Spirits》2003年25號                                     | ※                              | －                                                   |
| 可愛的花（可愛い花）                 | 小學館《Big Comic》2003年21號                                       | 《鏡子來了 高橋留美子短篇集》  | －                                                   |
| MY SWEET SUNDAY              | 《週刊少年Sunday》2009年16號                                        | 《鏡子來了 高橋留美子短篇集》  | 與安達充合作作品。                                   |
| 星星有一千的臉（星は千の顔）           | 《Big Comic Spirits》2010年44號                                     | 《鏡子來了 高橋留美子短篇集》  | －                                                   |
| 工作室與書與我（仕事場と本と私）           | 小學館《rumic world 35 ALL STAR》（2013年）                         | ※                              | －                                                   |
| 復仇人偶（リベンジドール -復讐人形-）                 | 《Big Comic》2013年20號                                             | 《鏡子來了 高橋留美子短篇集》  | －                                                   |
| 一本也不想丟（本が捨てられない）             | KADOKAWA／Media Factory 《 特集 高橋留美子》2013年12月號            | ※                              | －                                                   |
| 遲早會被幹掉（いつかやられる）             | 《Big Comic Original》2014年8月10日增刊號                           | ※                              | －                                                   |
| 鏡子來了（鏡が来た）                 | 小學館《Big Comic Superior》2014年15號                              | 《鏡子來了 高橋留美子短篇集》  | －                                                   |
| 屏風之中（屏風の中）                 | 新潮社《小說新潮》2014年9月號                                       | ※                              | －                                                   |
| 煩惱的年齡（悩めるお年ごろ）               | 小學館《增刊週刊少年SundayS (Super)》2015年4月號                    | ※                              | 於附錄的「rumic新聞」所刊登的「境界之輪迴」4格漫畫。 |
| 老虎（トラ）                     | 《Big Comic Original》2015年6月30日增刊號                           | ※                              | －                                                   |
|                              | 《Big Comic Spirits》2016年28號                                     | ※                              | －                                                   |
|                              | 小學館《月刊少年Sunday》2017年2月號                                 | ※                              | 其中2頁是由高橋負責。                                |
| 千年無心（千年の無心）                 | 《週刊少年Sunday》2017年17號－18號                                  | ※                              | －                                                   |
| 什麼都沒有的房間（なにもない部屋）         | 《Big Comic》2018年5號                                              | ※                              | －                                                   |
| 討厭的跑步者（嫌なランナー） | 《Big Comic Original》2020年8號                                     | ※                              | －                                                   |

### 同人作品
- 虛塵之星（1975年 ）巨人之星的戲仿作品。原作：火事原逸機，名義作畫。
- 風塵 第2回（1976年 vol.6）負責連貫漫畫第2回的繪製。名義。
- 半分（1976年 vol.1）名義。
- （1977年 vol.2）後來在《少年Sunday塗鴉集 福星小子3》中收錄。名義。
- SF背中（1978年 No.4）名義。
- ！第3回（1978年 vol.14）負責連貫漫畫第3回的繪製。名義。
- 不良青年團（1978年 vol.3）後來在《少年Sunday塗鴉集 福星小子2》中收錄。名義。
- 涅槃的方程式（1979年 vol.4）與目白花子（日语：目白花子）合作，名義。同時是高橋投入同人活動的最後一部作品。

### 設計
- 電視動畫《十五少年漂流記》（1982年）－人物原案
- 動畫電影《Crusher Joe（日语：クラッシャージョウ）》（1983年）－特別設計[注 2]
- 1990年JR京葉線全線通車啟用時、負責形象角色的造型設計[注 3]
- OVA《Wolf Guy ～狼的紋章～（日语：ウルフガイ）》（1992年）－人物原案[注 4]
- TV遊戲《機動新撰組 萌之劍》（2002年）－人物設計
- 劇團☆新感線（日语：劇団☆新感線）秋公演 劇團☆新感線Gorgeous『花之紅天狗』（1996年）－海報設計
- 劇團☆新感線 新感線G.T.B.W『花之紅天狗』（2003年）－海報設計
- 東鳩爆米花Caramel Corn（日语：キャラメルコーン） 莓果味 (期間限定商品)（2012年）－包裝設計
- Acecook（日语：エースコック） 故鄉味 清淡醬油拉麵／濃厚味噌拉麵 (期間限定商品)（2015年）－包裝設計（拉姆與亂馬）
- 電視動畫《半妖的夜叉姬》（2020年）－主要人物設計

### 其它
- 岩井寬（日语：岩井寛）、秋山達子（日语：秋山さと子）《愛病》（工作舎，1983年）－封面插圖、插畫
- 古田新太随筆《柳風》（PIA（日语：ぴあ），2004年）－封面插圖、插畫
- 金春智子小說《千金作家 春菜之事件簿（日语：お嬢さま作家・春菜の事件簿）》（全4冊，光文社文庫，1989年－1992年）－封面插圖
- 電視動畫 絕望先生（久米田康治原作、新房昭之導演、絕望先生製作委員會，2007年）－第7話片尾插圖
- 小高宏子《係》（全3冊，小學館Palette文庫，1993年－1994年）－封面插圖、插畫
- 安部讓二《記憶拳豪》（小學館，2001年）－插畫
- 宮澤賢治《象 宮賢治童話本》（小學館，1993年）－封面插圖、插畫
- 平井和正（日语：平井和正）《高橋留美子優世界》（德間書店，1985年／新書版，1988年）－封面插圖
- 平井和正《語熱愛時代》（德間書店，1984年（對談本）－封面插圖
- 平井和正 作／愛德華·利普塞特 翻譯《Wolfcrest（狼的紋章）（日语：ウルフガイ）》（講談社英語文庫（上下），1985年）－封面插圖
- 平井和正《女神變生》（德間書店，1988年）－封面插圖、插畫
- 仙波龍英（日语：仙波龍英）《可愛三月》（紫陽社，1985年）－封面插圖
- LION CUP（ライオンカップ）第7回全日本排球小學生大會（日语：全日本バレーボール小学生大会）（1987年）－插圖
- 朝日新聞北海道支社（1988年）－插圖
- Super Anime大賞'89（1989年）－插圖
- 赤塚不二夫追悼展內企劃「！」（2009年8月26日－9月7日）－貓熊插圖投稿
- 北條司出道30週年企劃「致敬插圖」（發表於《週刊Comic Bunch（日语：週刊コミックバンチ）》2010年24號）

《貓眼三姊妹》主角 來生三姊妹的插圖。
- 三國志大戰－負責幫Ver3.5的SR祝融（2009年）、Ver3.59的EX大喬（2010年）進行插圖繪製。
- 菊池直惠（日语：菊池直恵）、橫見浩彥（日语：横見浩彦）《鐵子之旅（日语：鉄子の旅）》 第43旅「天名湖道超旅!?」（2006年）

單頁漫畫：內容為妄想横見在車站跟《相聚一刻》女主角音無響子約會的場面，此外高橋的責任編輯也在本書中客串。
- 小池一夫（日语：小池一夫）《夢源氏劍祭文【全】（日语：夢源氏剣祭文）》（μNOVEL，2016年）－封面插圖、插畫
- 信田朋嗣（日语：信田朋嗣）《熊耳夫人》「主婦之友名作系列 劇場小說」（はちどり，2018年）－封面插圖、插畫[22]

## 助手
- 中野真紀子[23]:180
- 齋藤邦子[23]:180
- 千葉小波（ （日語））
- 上條明峰

助手全部為女性（但是上條正式出道後性別未公開）。

## 名言
- 阿諛諂媚，豬也上樹（出自《福星小子》）。

## 相關項目
可吉可吉
作品中登場的角色「葛蘭」，是以高橋本身是這作品的大粉絲而設計出。

## 外部連結
- 【高橋留美子】Sunday漫畫家支援官網 （页面存档备份，存于） （日語）－小學館官方網站。
- . kotobank （日语）.
- 高桥留美子 （页面存档备份，存于）－Weblio（日语：weblio） （日語）
- －Natalie，2013年5月20日 （日語）
- －Natalie （日語）
- 高桥留美子先生×白井勝也（月刊Heros社長）－月刊Heros創刊5週年特別對談 （页面存档备份，存于） （日語）
- （日語）
- 高橋留美子情報的X（前Twitter） （日語）